# Runensteine von Fällbro

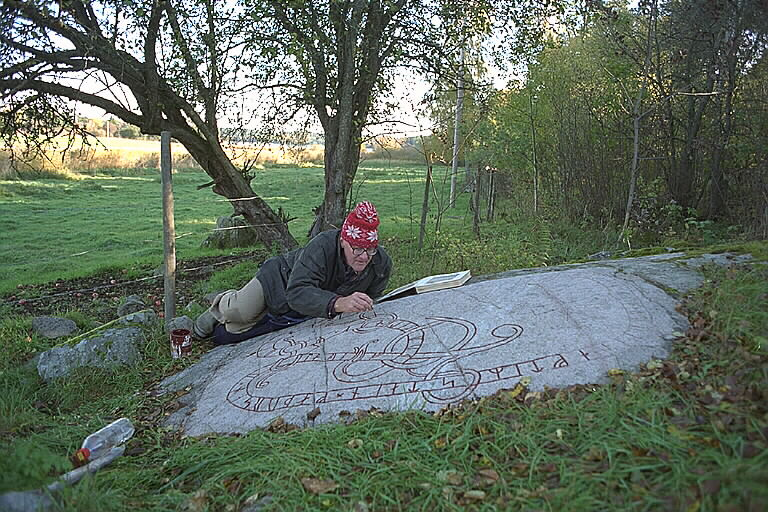
Runenplatte U145 von Fällbrogård

Die Runensteine von Fällbro liegen beim namengebenden Bauernhof und der Fällbro-Brücke nördlich von Täby in Uppland in Schweden.
Der Hof hat Wurzeln in der Eisenzeit und ist von Gräberfeldern der jüngeren Eisenzeit (0 bis 500 n. Chr.) mit drei Runenplatten (U 145, U146 und U Fv1946;258) und dem Runenstein U 142 umgeben. Auf dem Gräberfeld gegenüber dem Hof liegt die 1946 entdeckte Runenplatte U Fv1946;258. Südlich des Hofes befindet sich der Runenstein U 142, einer der Jarlabankestenarna. Etwa 100 Meter südlich, bei der Fällbro über den Bach, der die Grenze zwischen Fällbro und Hagby bildet, liegen die Runenplatten U 145 und U 146. Drei der vier Ritzungen erwähnen die Brücke. Der Bach war wahrscheinlich breiter, als die beiden Platten, zwischen denen der Skålhamravägen verläuft, geritzt wurden.

## Die Runenplatten
- Die Runenplatte U Fv1946;258 (59,4829° N, 18,01371° O) stammt aus der Zeit um 1060–1100 n. Chr. ist vom Runenmeister Visäte signiert. Der Text lautet: „Onäm, Otrygg und Balle ließen nach ihrem Vater Rödkår .. und schiff … Visate ritzte Schiff …“ Über der Runenschlinge befindet sich eine adorierende Figur mit Objekten in den Händen, die manchmal als das älteste Bild eines so genannten Täbybo bezeichnet wird.

Fällbro
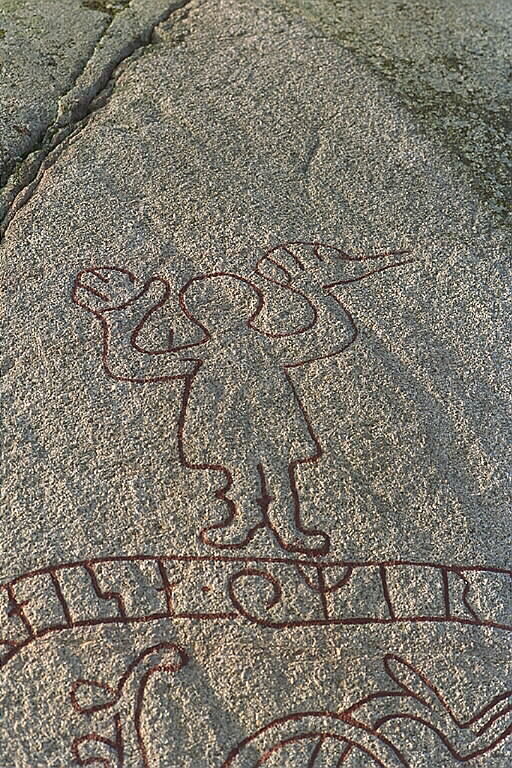
Detail U Fv1946-257
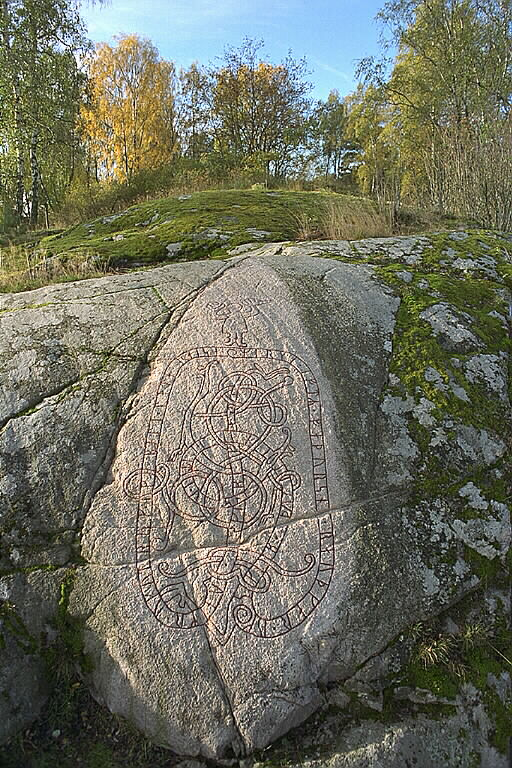
U Fv1946-257
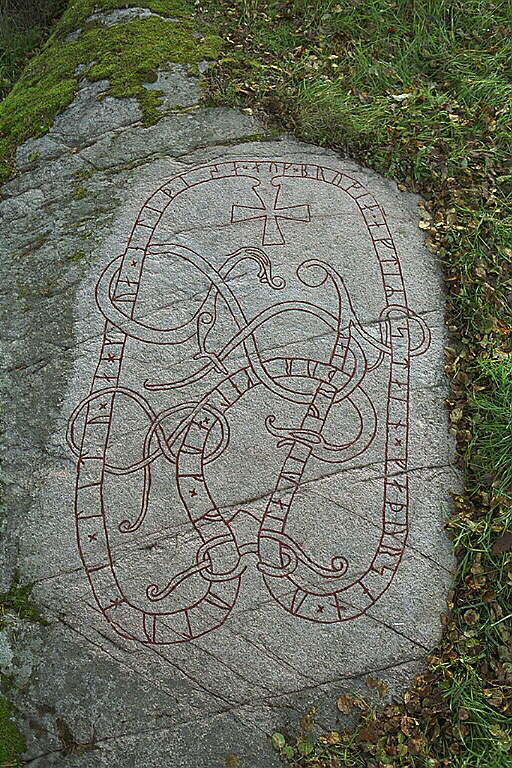
Fv1946;258 oder U 145
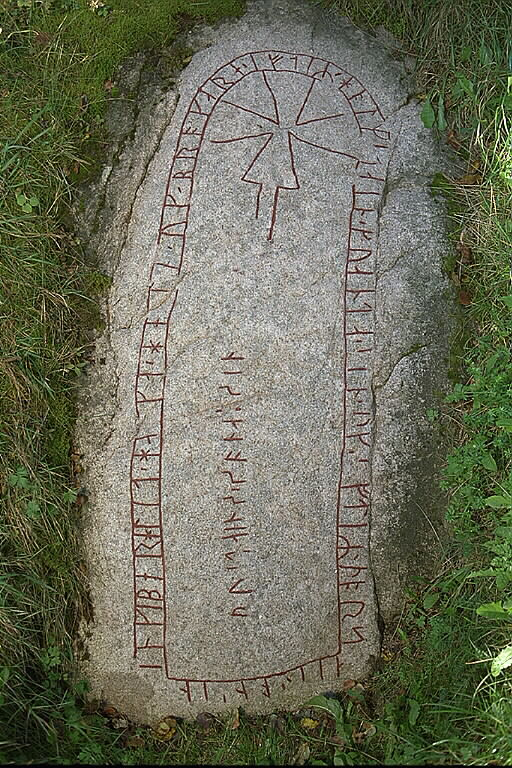
U 146
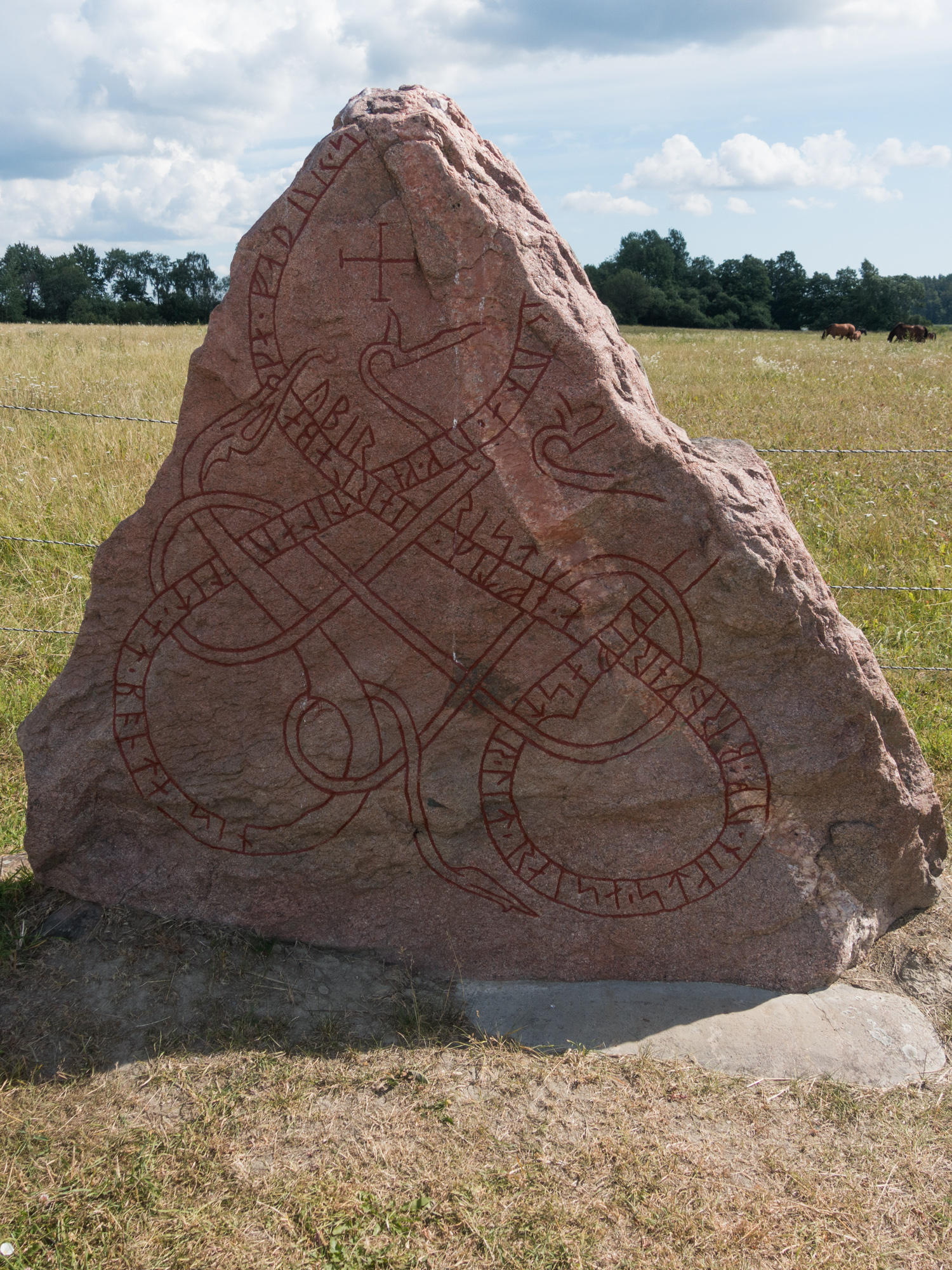
U 142

- Die Runenplatte U 145 (59,48063° N, 18,01508° O) liegt südlich der Fällbro und stammt aus der Zeit um 1060–1100 n. Chr. und ist vom Runenmeister Olev signiert. Der Text lautet: „Torkel und Fulluge setzten diesen Stein und machten die Brücke nach Sten, ihrem Vater.“
- Die Runenplatte U 146 (59,48072° N, 18,0153° O) liegt südlich der Fällbro und stammt aus der Zeit um 980–1115 n. Chr. und ist mit einem Kreuz verziert. Der Text lautet: „Ingeborg ließ diese Platte ritzen und machte die Brücke nach Holmsten, Ihrem Ehemann, und nach Torsten, seinem Sohn.“ Das Ende des Textes ist unklar.

## Der Runenstein U 142
Der Runenstein aus rötlichem Granit steht etwa 80 m nördlich der Fällbro am Ende des Skålhamravägen (59,48173° N, 18,01454° O) und datiert auf 1060–1100 n. Chr. Der Stein ist oben und rechts beschädigt, mit einem kleinen Kreuz markiert und vom Runenmeister Öpir signiert. Der Text lautet: „Ingefast setzte die Stein und machte die Brücke nach Jarlabanke, seinem Vater, dem Sohn von Jorun und Kettilö ließ den Stein setzen nach ihrem Mann.“
Bei der Fällbro gibt es einen Eingang zum Hagby ekopark. In der Nähe befindet sich das Gräberfeld von Tåby.